# Cauim

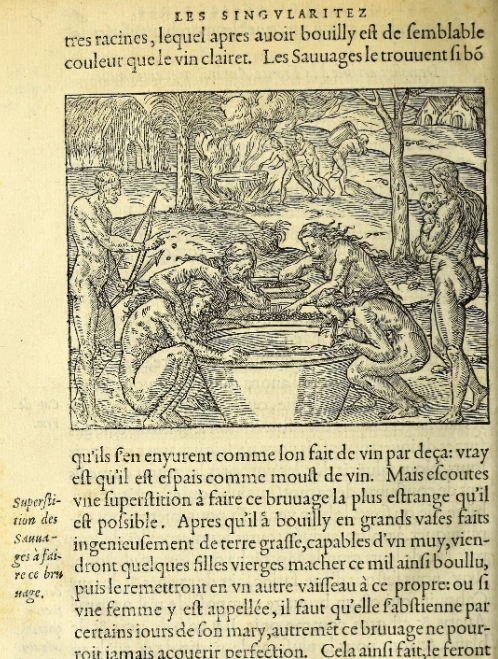
Après une précuisson, le moût est recueilli et mâché par les femmes qui le préparent.

Le cauim est une bière traditionnelle des Amérindiens du Brésil (et de Panama) depuis bien avant la Conquista. Le cauim est une boisson fermentée à partir de manioc, de maïs ou de riz, parfois aromatisé aux jus de fruits.
Après une précuisson, le moût est recueilli et mâché par les femmes qui le préparent, ce qui lui donne les enzymes nécessaires à la saccharification, et par conséquent à la production d'alcool par fermentation. Le moût ainsi traité, puis recuit et ensuite recueilli dans de larges jarres scellées.
C'est une bière opaque et dense, au goût aigre ; elle est bue chaude en toutes circonstances, tant amicales, que cérémoniales, mais jamais avec un repas.